# Таммур, Ильмар Аугустович
Ильмар Аугустович Таммур (11 мая 1921, Нарва — 19 июля 1989, Таллин) — советский эстонский театральный режиссёр. Один из важнейших деятелей эстонского театра в 1950—1970 годах — главный режиссёр Эстонского театра драмы имени В. Кингисеппа (1952—1970) и одновременно председатель Эстонского театрального общества (1953—1969). Народный артист Эстонской ССР (1964), лауреат Государственной премии Эстонской ССР (1958).

## Биография
Родился в 1921 году в Нарве, из рабочей семьи — отец был электриком, а мать работала ткачихой.
В 14 лет окончил начальную школу, и с 15 лет работал кузнецом на металлургическом заводе.
В 1941 году поступил в Школу сценического искусства при Таллиннской консерватории.
С началом Великой Отечественной войны перед оккупацией Эстонии нацистами летом 1941-го был в составе 30 тысяч эстонских деятелей культуры эвакуирован в Ярославль и с 1942 по 1944 год входил в созданные там Государственные ансамбли Эстонии.
В 1944 году, после освобождения Эстонии от нацистов, стал актёром театра «Ванемуйне» в Тарту, где уже в 1945 году поставил свой первый спектакль в качестве режиссёра.
В 1946—1952 годах работал режиссёром в Таллиннском драматическом театре (1946—1948), главным режиссёром и директором театра «Эндла» в Пярну (1948—1952).
В 1951 и 1953 годах учился в Москве в МХАТ СССР имени М. Горького.
Вернувшись из Москвы, активный и проявивший себя, но без высшего образования, беспартийный (вступил в КПСС только спустя 15 лет в 1968 году), выдвиженец тогдашнего министра культуры Эстонской ССР А. Я. Ансберга и в последующие 20 лет стал ключевой фигурой эстонского театра.
В 1952—1970 годах — главный режиссёр Эстонского театра драмы имени В. Кингисеппа.
Одновременно в 1953—1969 годах являлся председателем Эстонского театрального общества.
В этот период помимо активной театральной работы снимался в кино, выступал по радио и телевидению.
Кроме того преподавал в Таллинской консерватории (1955—1960), в Педагогическом институте имени Э. Вильде (1967—1970).
Однако, в 1970 году попал в опалу в итоге номенклатурного конфликта (продвигавший его А. Я. Ансберг после краткого трёхмесячного и. о. Председателя Верховного Совета Эстонской ССР был снят с должности). Среди активных организаторов удаления Таммура из театра был режиссёр Вольдемар Пансо, которого поддержал Мати Клорен, в то время бывший театральным парторгом, убедивший ЦК Компартии Эстонской ССР, что Таммур не годится для руководства театром.
После 1970 года работал в Эстонской филармонии (1970—1974), был режиссёром провинциального Раквереского театра (1974—1976), режиссёром художественных программ Эстонского телевидения (1976—1978), а в конце жизни — актёром Молодёжного театра (1978—1989).
Умер в 1989 году в Таллине, похоронен на Лесном кладбище.

## Личная жизнь
Был официально трижды женат: от первого брака были сын и дочь, второй брак — с актрисой Эллен Лийгер, в котором у него дочь, третий брак — с руководителем литературного отдела Эстонского драматического театра Вайке Орг, которая была младше его на пятнадцать лет, от этого брака дочь.
В неофициальных отношениях состоял с актрисами Линдой Карин Руус (у которой от него была дочь), Итой Эвер и Май Меринг.

## Театр
Дебютировав как режиссёр ещё в 1945 году, в 24 года, осуществил множество постановок.
Среди постановок: «Снежная королева» Евгения Шварца (1945), «Укрощение строптивой» Шекспира (1948), «Любовь Яровая» Константина Тренёва(1952), «Гибель эскадры» Александра Корнейчука (1953); «Антоний и Клеопатра» Шекспира (1955), «Оптимистическая трагедия» Всеволода Вишневского (1957); «Пер Гюнт» Генрика Ибсена (1962), «Мамаша Кураж и её дети» Бертольта Брехта (1962), «Фауст» Гёте (часть 1—2, 1968—69) и другие.
Первым поставил ряд произведений советских эстонских драматургов Августа Якобсона («Шакалы» 1953, «Потерянный рай» 1954) и Евгения Раннета («Совесть» 1956, «Блудный сын» 1958) и др.
Как актёр исполнил роли: Сирано («Сирано де Бержерак» Ростана), Петруччо («Укрощение строптивой» Шекспира), Швандя («Любовь Яровая» Тренёва), Верган («Бобровая шуба» Гауптмана) и др.
Оценки его творчества отличаются в зависимости от времени когда были даны — до или после его опалы в 1970 году:

Режиссёрское творчество Таммура отличается драматической силой, стремлением к раскрытию острых конфликтов, глубоких чувств. Как актёру Таммуру присуща психологическая углублённость, простота выразительных средств, сильный внутренний темперамент.— Театральная энциклопедия, 1967 год

Театром руководил с 1952 года Ильмар Таммур, у него были и спектакли «большого стиля» («Антоний и Клеопатра» Шекспира), но режиссура его всё же выглядела тяжеловесной.— Режиссеры эстонского театра 50-70-х годов, 1986 год

## Кино
Режиссёр:
- 1979 — Легенда о волчьей невесте / Legend hundimõrsjast (телефильм)
- 1981 — Уголовное танго / Kriminaaltango (телефильм)

Актёр:
- 1951 — Свет в Коорди / Valgus Koordis — Муули
- 1955 — Счастье Андруса / Andruse õnn — эпизод
- 1956 — На задворках / Tagahoovis — Бражников, один из братьев
- 1961 — Друг песни / Laulu sõber — Пальк, председатель колхоза
- 1966 — Письма с острова Чудаков / Kirjad Sõgedate külast — Аугуст Пури
- 1975 — Школа господина Мауруса / Indrek — Вихалепп
- 1979 — Гость / Külaline (короткометражный) — эпизод
- 1980 — Миллионы Ферфакса — Перси Галлет, инспектор полиции
- 1982 — Арабелла — дочь пирата / Arabella, mereröövli tütar — пират Адальберт, кок на пиратском корабле
- 1983 — Искатель приключений / Nipernaadi — Яаак Лыоке
- 1984 — Во времена волчьих законов / Hundiseaduse aegu — разбойник
- 1984 — Две пары и одиночество / Kaks paari ja uksindus — Сэм Тэлфер, собачник
- 1985 — Обездоленные / Puud olid… — эпизод
- 1988 — Русалочьи отмели / Näkimadalad — управляющий Ваймели

## Награды и звания
- Орден Трудового Красного Знамени (1956)[3].
- Орден Дружбы народов (1981).
- Орден «Знак Почёта».
- Народный артист Эстонской ССР (1964).
- Государственная премия Эстонской ССР (1958).
- Награжден медалями.